# رابرت دی کابانا
رابرت دی کابانا (به انگلیسی: Robert Donald Cabana) فضانورد اهل ایالات متحده آمریکا است که در ۲۳ ژانویهٔ ۱۹۴۹ میلادی در مینیاپولیس زاده شد. وی در مأموریت اس‌تی‌اس-۴۱، اس‌تی‌اس-۵۳، اس‌تی‌اس-۶۵، اس‌تی‌اس-۸۸ حضور داشته است.